# 한국문화정보원
한국문화정보원({韓國文化情報院, Korea Culture Information Service Agency)은 문화체육관광부 산하 문화정보화 전담기관으로, 문화관련 공공기관의 문화정보화를 촉진하고 창의적인 지식정보사회의기반구축 및 문화경쟁력 강화를 위해 2002년 12월 23일에 설립된 기타공공기관이다. 사무실은 서울특별시 마포구 상암동 DMC 1602번지 문화콘텐츠센터 6층/8층에 있다. 한국문화정보센터가 전신이다.

## 설립목적
- 문화분야의 정보화 정책 개발 및 정보화 사업 발굴/추진
- 문화체육관광부 소속, 산하기관 및 관련 단체의 문화정보화 촉진 및 정보화 사업 지원

## 주요 업무
- 문화정보화 추진체계 지원
- 문화정보화 기획 및 중장기방향 연구 지원
- 문화정보화 사업관리 및 운영 지원

## 주요 기능 및 역할
1. 문화체육관광부 및 그 소속기관 등의 정보화 추진체계 지원
2. 문화정보화 및 문화지식관리시스템 기획 및 중장기 방향 연구의 지원
3. 문화정보화 및 문화지식관리기본계획 및 시행계획의 수립/시행에 필요한 전문기술의 지원
4. 국가/지방자치단체 기타 공공기관의 문화정보화 사업 발굴/추진 및 지원
5. 문화정보화에 대한 지표의 조사/개발 및 통계자료의 관리 지원 및 문화정보화 관련 정보의 출판/보급 지원
6. 문화정보시스템 관리 및 운영 지원
7. 문화정보시스템 및 지식서비스의 고도화를 위한 연구개발
8. 문화정보화사업 평가지침 개발, 평가 및 지원
9. 문화정보시스템 연계/통합 및 정보공동활용을 위한 표준 개발 지원
10. 문화정보화 기술개발 연구
11. 문화정보화 관련 정책개발 및 법령/제도 개선방향 연구
12. 기타 센터의 설립 목적에 의하여 문화체육관광부장관이 위탁한 사항
13. 문화관련 동영상콘텐츠(UCC) 생산 및 관리, 문화PD 양성 및 문화네트워크 관리
14. 문화체육관광 분야 통계의 조사ㆍ분석, 통합관리ㆍ보급 등 및 통계정보시스템의 통합적 서비스 및 운영 등 지원
15. 문화정보화 관련 교육 등 인력양성 및 교육시설 운영 등을 통한 연수사업
16. 공공저작물의 저작권에 대한 신탁관리 및 관련 사업

## 연혁
- 2002. 12: (재)한국문화정보센터 설립(설립근거: 민법32조)
- 2003. 03: 문화분야 종합정보센터 지정(지식정보자원관리기본계획 근거)
- 2009. 12: 문화정보화 전담기관 지정(정보화업무규정 훈령 166호)
- 2010. 10: 사이버안전센터 전담기관 지정(사이버안전센터운영규정 훈령 132호)
- 2011. 02: 문화체육관광 통계개발운영 사업 이관
- 2011. 04: 문화체육관광 통계업무 지원기관 지정(통계관리규정 훈령 157호)
- 2012. 02: 제5대 최경호 소장 취임
- 2013. 01: 기타공공기관 지정
- 2013. 07: 자유이용저작물 창조자원화 사업 이관
- 2014. 09: 문화정보화 전담기관 기정(문체부장관 고시 제2014-0035호)
- 2015. 01: 한국문화정보원으로 기관명칭 변경

## 조직

### 한국문화정보원장
- 경영관리부
- 정책기획부
- 문화정보서비스부
- 문화빅데이터부
- 공공저작물부
- 정보자원지원부
- 사이버안전부